# Percy (Film)
Percy (Gujarati પરસી Parasī) ist ein indischer Spielfilm von Pervez Merwanji aus dem Jahre 1989. Er spielt in Bombay in der Gemeinschaft der Parsen.

## Handlung
Der etwas unbeholfene Junggeselle Percy Bhathena ist 27 Jahre alt und lebt zusammen mit seiner Mutter in einem Wohngebiet der parsischen Mittelklasse. Er arbeitet als Büroangestellter in einem kleinen Unani-Arzneimittelhandel, wo er von einem marathischen Kollegen schikaniert wird. Seine Mutter geht von Haus zu Haus und verkauft selbstgefertigte Süßigkeiten und Pickle.
Percy erfährt von seiner Jugendliebe Vera, dass sie heiraten wird. Von diesem Moment an driften seine Gedanken immer wieder in die Vergangenheit, in seine Kindheit. Er reflektiert seine Kindheit mit den Streitszenen seiner religiösen Mutter und dem genussliebenden, verwestlichten Vater, seinem ertrunkenen Freund Dara und gemeinsamen Spielen mit seiner Kindheitsfreundin Vera.
Nachdem Percy dem Geschäftsbetreiber des Arzneimittelhandels Unterschlagungen des Kollegen nachweisen konnte, wurde dieser entlassen.
Die Entdeckung eines alten Grammophons seines Vaters und die Musik von Schwanensee wecken in Percy die Erinnerung an den plötzlichen Tod des Vaters. Mit der Musik stellt er sich vor mit der erwachsenen Vera zu tanzen, er kauft sogar einen Tanzratgeber für seine imaginären Tanzübungen. Der Besuch von Veras Hochzeitsparty mit seiner Mutter lässt Percy ungeachtet des guten Essens schwermütig werden.
Einen Trost in seiner Einsamkeit findet Percy in einer Music Society seiner parsischen Gemeinde, die sich regelmäßig zum gemeinsamen Hören von Schallplatten mit westlicher klassischer Musik trifft. Percy lernt dort Edvard Griegs Klavierkonzert u. a. kennen. Auf seinem Heimweg nach einem der Musikabende wird Percy von dem geschassten Ex-Kollegen und dessen Freunden auf der Straße zusammengeschlagen. Am nächsten Tag muss er feststellen, dass auf den Arzneimittelhandel ein Brandanschlag verübt worden ist, und er plötzlich ohne Arbeit und ohne Einkommen ist. Er übernimmt die Verkaufstour seiner Mutter, doch er wird nichts los. Ohne Ziel und wie zur Betäubung vertrödelt er seine Zeit in den Straßen Bombays und landet schließlich in der Music Society. Dort erlebt er in einer Vision seinen Kindheitsfreund Dara als erwachsenen Mann, der ihm eindringlich zurät seine Lebenszeit nicht zu verschwenden und die Gelegenheiten beim Schopfe zu packen.
Am nächsten Tag geht Percy erfolglos auf Jobsuche und seine Mutter bricht auf ihrer Verkaufstour zusammen. Mit dem Tod seiner Mutter steht der verzweifelte Percy ganz allein da.

## Hintergrund
Percy blieb der einzige Spielfilm des Dokumentarfilm- und Fernsehregisseurs Pervez Merwanji, der zwei Jahre nach der Produktion starb. Mehrere bekannte Schauspieler des Bombayer Parsentheaters treten im Film auf und er nutzt die für parsische Theaterstücke typische Selbstironie. Der Film basiert auf der gleichnamigen Kurzgeschichte von Cyrus Mistry aus dem Jahr 1976.

## Auszeichnungen
Der Film wurde bei den 37. National Film Awards als bester Film in Gujarati ausgezeichnet. Auf dem Mannheim International Film Festival 1990 erhielt Pervez Merwanji für Percy den Preis zur Förderung des Interkulturellen Dialogs.

## Kritiken
„Der Film springt zwischen seinen [Percys] Erlebnissen und seinen Träumen und Fantasien hin und her. Die beiden Realitätsebenen werden hauptsächlich durch Contractors meisterhafte Kameraarbeit getrennt und ineinandergeschoben.“